# Ryolit

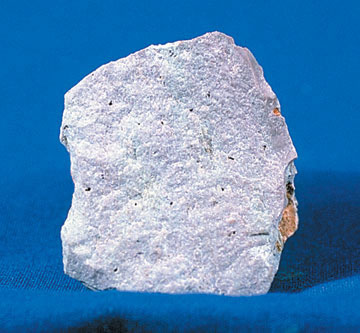
ryolit

Ryolit, liparyt, riolit (z gr. ρεω - płynę i λίθος - kamień) – kwaśna skała wylewna albo hipabysalna, o składzie podobnym do granitu (jest to wylewny odpowiednik granitu – powstał z magmy o tym samym składzie chemicznym, tylko odmienne były warunki powstawania, które zapisały się w jego wyglądzie, strukturze i wytrzymałości).
Na diagramie klasyfikacyjnym QAPF ryolit zajmuje pole 3.
Zgodnie z klasyfikacją TAS ryolit i alkaliczno-skaleniowy ryolit zajmują pole R (ryolity alkaliczne i ryolity).
Ryolit składa się w największej części z kwarcu i skaleni, zwłaszcza potasowych oraz sodowych. Struktura ryolitu jest częściowo krystaliczna, porfirowa lub afanitowa, tekstura bezładna i masywna lub porowata. Ryolit występuje najczęściej jako kopuły lawowe, sille, pokrywy lawowe, ale nie tworzy dużych potoków lawowych, co jest spowodowane jego dużą lepkością.
Ryolity starsze niż alpejskie, np. karbońskie i permskie, nazywane są porfirami.
Skała ta ma odczyn kwaśny. W ryolitach często występują agaty, cenne kamienie ozdobne. Ryolity mają kolor jasny – mogą być białe, szare, zielonawe, czerwonawe, brązowawe – jednokolorowe lub w kolorach naprzemiennych.
W Polsce można go znaleźć w południowej części Wyżyny Krakowskiej (w okolicach Krzeszowic) i w Sudetach: w Górach Kaczawskich, na Pogórzu Kaczawskim i Pogórzu Izerskim – (niecka północnosudecka) oraz w Górach Kamiennych, Górach Wałbrzyskich i na Pogórzu Wałbrzyskim – (niecka śródsudecka). Jest to ryolit paleozoiczny (permski), eksploatowany jako materiał do budowy dróg.